# Светий Дух (Блоке)
Светий Дух (словен. Sveti Duh) — поселення в общині Блоке, Регіон Нотрансько-крашка, Словенія. Висота над рівнем моря: 759,6 м.